# مذبحة جلوجوفا
تشير مذبحة جلوجوفا إلى جريمة القتل الجماعي لعدد 64 مواطنًا بوسنيًا مسلمًا على يد قوات صرب البوسنة، التي تتألف من جيش يوغسلافيا الشعبي (JNA)، وقوات الدفاع الإقليمية ببلدية براتوناك، والشرطة المحلية، والجماعات شبه المسلحة القادمة من صربيا. وقعت المذبحة في 9 مايو عام 1992. وقد حكمت محكمة لاهاي على ميروسلاف ديرونيتش، رئيس «المجلس المحلي لبلدية براتوناك» الذي أسسه الحزرب الصربي الديمقراطي (SDS)، بالسجن عشرة أعوام بتهمة إصدار الأوامر لارتكاب المذبحة.

## معلومات عامة
جلوجوفا هي قرية تقع في بلدية براتوناك بالقرب من سربرنيتسا شرق البوسنة والهرسك. وفي عام 1991، كان يبلغ تعداد سكان هذه القرية 1913 نسمة، من بينهم 1901 بوسني مسلم، وستة أفراد من الصرب البوسنيين، وأربعة يوغسلافيين، وكرواتي بوسني، وفرد واحد «غير كل أولئك».

## المذبحة
في يوم 9 مايو عام 1992، دخلت القوات الصربية، التي تشكلت آنذاك من جيش يوغسلافيا الشعبي (JNA)، وقوات الدفاع الإقليمية ببلدية براتوناك، والشرطة المحلية، وجماعة صربية شبه مسلحة، إلى جلوجوفا، وهاجمت تلك القرية غير المسلحة. وأحاطت القوات الأهالي في مركز القرية، وقتلوا عددًا منهم أثناء سيرهم إلى هذا المركز. وبعد تجميعهم، أُعدِمت مجموعة تتكون من نحو 19 رجلاً بوسنيًا مسلمًا في مركز القرية. وأرغم مرتكبو المذبحة البوسنين المسلمين الآخرين على حمل الجثث ورميها في النهر. وبعد أن فعلوا ذلك، دفعهم المجرمون بالقرب من النهر، وأعدموهم جميعًا. جمع مرتكبو المذبحة 20 رجلاً بوسنيًا مسلمًا آخرين في سوق القرية، ثم ساروا بهم إلى النهر وأعدموهم. وبلغ عدد القتلى من البوسنيين الملسمين في هذه المذبحة 64 فردًا. هذا فضلاً عن إجبار عدد آخر على ترك القرية. وهُدِم جزء كبير من قرية جلوجوفا، بما في ذلك المنازل التي كان البوسنيون يملكونها، ومسجد القرية، وغير ذلك من الممتلكات الخاصة الأخرى.

## المحاكمة
في يوم 4 يوليو عام 2002، وجِهت الاتهامات وألقي القبض على ميروسلاف ديرونيتش، رئيس «المجلس المحلي لمدينة براتوناك» الذي أسسه الحزب الصربي الديمقراطي، بموجب قرار صادر عن المحكمة الجنائية الدولية ليوغوسلافيا السابقة (ICTY). وبعد ذلك الحين بفترة قصيرة، ألقت قوات تحقيق الاستقرار (SFOR) القبض عليه. وفي يوم 10 يوليو 2002، أنكر ديرونيتش أمام المحكم جميع التهم المنسوبة إليه في قرار الاتهام الأول. وفي 30 سبتمبر 2003، دخل في اتفاق مع جهة الادعاء و«وافق دون أي تحفظ على تحمل المسؤولية كاملة عن جميع الجرائم المنسوبة إليه». وحكمت عليه المحكمة بالسجن 10 سنوات. وانتقد الحكم القاضي ولفجانج شومبورج بأنه ليس مناسب «للجرائم الشنيعة التي خُطِط لها طويلاً»، وأن المتهم كان من المفترض أن يحصل على حكم «لا يقل عن عشرين عامًا». انتقد شومبورج، كذلك، جهة الادعاء لتركيزها فقط على تورط ديرونيتش في مذبحة جلوجوفا التي اعتبرها شومبورج مجرد جزء من «خطة إجرامية أكبر».” وتوفي ديرونيتش لأسباب طبيعية في 19 مايو عام 2007.